# طراح گرافیک
نگاشتارگر، نگاروَر یا گرافیست (انگلیسی: Graphist) یا طراح گرافیک حرفه ای در حوزه طراحی گرافیک و صنعت گرافیک است که تصاویر، تایپوگرافی یا گرافیک متحرک را با یکدیگر ترکیب می‌کند تا قطعه ای از طراحی را ایجاد نماید. طراحان گرافیک در درجه اول برای رسانه‌های چاپی، الکترونیکی یا تبلیغاتی، طراحی می‌کنند، همچنین گاهی مسئولیت چاپ، مصورسازی، رابط کاربری یا طراحی وب را نیز بر عهده دارند. اشتغال در طراحی گرافیک شامل انجام وظایف تخصصی، مانند خدمات طراحی، چاپ و نشر، تبلیغات، و روابط عمومی است. مسئولیت اصلی یک طراح گرافیک چیدمان عناصر بصری در یک نوع رسانه می‌باشد. عناوین کار اصلی در صنعت می‌تواند متفاوت باشد و در کشورهای مختلف، متفاوت است. طراحان گرافیک می‌توانند مدیر هنری، مدیر خلاقیت، طراح گرافیکی، انیماتور و هنرمند تولید داخلی باشند.